# Championnat d'Europe de la montagne 1963
Navigation
1962 1964
Le Championnat d'Europe de la montagne 1963 est la onzième saison du championnat du même nom organisé par la Fédération internationale de l'automobile (FIA). Le titre de champion d'Europe est remporté par le pilote ouest-allemand Edgar Barth. 
Pour la première fois, trois épreuves comptent également pour le Championnat du monde des voitures de sport 1963.

## Épreuves de la saison
| N° | Épreuve                  | Date        | Pilote vainqueur | Châssis                | Champ. | Temps |
| -- | ------------------------ | ----------- | ---------------- | ---------------------- | ------ | ----- |
| 1  | Rossfeld - Berchtesgaden | 9 juin      | Edgar Barth      | Porsche Abarth Carrera | WSC    |       |
| 2  | Mont Ventoux (Avignon)   | 23 juin     | Heini Walter     | Porsche 718 RS 60      | ETCC   |       |
| 3  | Trento - Bondone         | 14 juillet  | Edgar Barth      | Porsche 718 W-RS       |        |       |
| 2  | Cesana - Sestrières      | 28 juillet  | Edgar Barth      | Porsche 718 W-RS       |        |       |
| 5  | Schauinsland (Fribourg)  | 11 août     | Edgar Barth      | Porsche 718 W-RS       | WSC    |       |
| 6  | Ollon - Villars          | 25 août     | Joakim Bonnier   | Ferguson-Coventry      | WSC    |       |
| 7  | Gaisberg (Salzbourg)     | 8 septembre | Edgar Barth      | Porsche 718 W-RS       |        |       |

## Classement

### Catégorie Sport-prototype (Gr. 4)
Edgar Barth remporte la catégorie Sport-prototype et le titre de champion d'Europe.

### Catégorie Grand tourisme (Gr. 3)
Herbert Müller remporte la catégorie Grand tourisme.

## Sources
- Résultat sur euromontagna.com